# Lucilia bazini
Lucilia bazini este o specie de muște din genul Lucilia, familia Calliphoridae, descrisă de Seguy în anul 1934. Conform Catalogue of Life specia Lucilia bazini nu are subspecii cunoscute.